# 598
Cette page concerne l'année 598  du calendrier julien. Pour l'année 598 av. J.-C., voir 598 av. J.-C. Pour le nombre 598, voir 598 (nombre).
L'année 598 est une année commune qui commence un mercredi.

## Événements
- 30 mars, Pâques : les Avars qui assiègent le général byzantin Priscus à Tomis, se retirent. Un traité conclu avec les Byzantins augmente le tribut et fixe la frontière au Danube[1].
- Octobre :
  - après une avancée ferme des Lombards sous leur roi Agilulf depuis 591, les Byzantins concluent finalement un traité leur concédant l'Italie du Nord, par l’intermédiaire du pape Grégoire le Grand qui espère convertir les Lombards au catholicisme. Pérouse est restitué a l'exarque de Ravenne Callinicus, et les communications sont assurées entre Ravenne et Rome[2].
  - assassinat de Wintrio, duc de Champagne sur ordre de la reine Brunehilde. Sa mort provoque la révolte des leudes d'Austrasie, et Brunehilde doit s'exiler en Bourgogne[3].

- Échec de la première expédition chinoise par terre et par mer contre le royaume de Koguryo en Corée[4].
- Au Cambodge, le Funan est conquis par un royaume vassal, le Chenla (ou Zhen-la), pays des Kambujas, ancêtres des Khmers qui installent sa capitale à Sambor Prei Kuk[5].
- Épidémie (peste noire ?) à Marseille et dans toute la Provence, décrite par Frédégaire (598-599)[6].

## Naissances en 598
- Brahmagupta (mort en 670), mathématicien indien.

## Décès en 598
- Octobre : Wintrio, duc de Champagne et chef des leudes d'Austrasie.